# Finances publiques en France
Pour les autres articles nationaux ou selon les autres juridictions, voir finances publiques.
Les finances publiques en France sont gérées par les administrations publiques françaises, tant au niveau national que local, y compris les administrations de sécurité sociale (ASSO). Le ministère de l'Économie et des Finances a principalement la responsabilité des finances publiques, par le biais de la direction générale des Finances publiques (DGFIP), de la direction du Budget et de la direction générale des Douanes et Droits indirects (DGDDI). Elles constituent une part importante de l'économie nationale.
Juridiquement, la discipline des finances publiques est une branche du droit public qui étudie les processus de gestion de l'argent public, désigné aussi par l'expression de deniers publics, y compris le passage de l'argent public aux finances privées (des entreprises, des ménages, des associations), dans les deux sens. Cette discipline est enseignée dans les facultés de droit, les instituts d'études politiques et les écoles de la fonction publique ; elle figure souvent aux programmes des concours d'entrée dans les écoles de la fonction publique.

## Panorama et ordres de grandeur
Les « administrations publiques » françaises sont denses et composées de multiples entités au statut juridique et régime budgétaire différents.
- l’État, dirigé par le Gouvernement et composé d'une part de structures nationales et échelons déconcentrés, et d'autre part d'établissements publics qui disposent de leur propre conseil d’administration et budget.
- les administrations de Sécurité sociale, avec les différents régimes et caisses, pouvant être de droit privé mais dont l’adhésion et la cotisation sont obligatoires.
- les collectivités territoriales : régions, départements, communes, qui ont eux-mêmes leurs établissements.

Le tableau ci dessous présente de manière très simplifiée les finances publiques françaises, selon la répartition retenue par l’INSEE et plus généralement par le système européen de comptabilité, et qui est indépendante des statuts juridiques.
|                                                 | Administration centrale                                                   | Administrations de sécurité sociale, | Administrations locales                                                                                                 |
| ----------------------------------------------- | ------------------------------------------------------------------------- | --- | --- |
| Contrôle parlementaire                          | lois de finances (autorisations limitatives).                             | lois de financement de la sécurité sociale (autorisations estimatives).                                                                                        | |
| Comptes gérés par                               | le Gouvernement.                                                          | les organismes de la sécurité sociale. | l’exécutif et l’organe délibérant de chaque collectivité.                                                               |
| Total des recettes en milliards d’euros en 2018 | 466 G€                                                                    | 618 G€ | 263 G€ |
| Recettes principales                            | taxe sur la valeur ajoutée, impôt sur le revenu, impôt sur les sociétés … | cotisations sociales, contribution sociale généralisée | impôts locaux |
| Total des dépenses en milliards d’euros en 2018 | 538 G€                                                                    | 608 G€ | 260 G€ |
| Dépenses principales                            | ministères, préfectures, forces armées, enseignement, justice…            | Sécurité sociale au sens strict : Assurance maladie (qui elle-même finance les établissements de santé), retraites… assurance chômage, retraite complémentaire | Personnel non enseignant des écoles, collèges et lycées, formation professionnelle, aménagement, transports en commun … |

Les finances publiques dans leur ensemble représentent 1318 milliards d’euros de recette, et 1259 de dépense, soit 56 % du PIB. Ce taux est le plus élevé parmi les pays de l’OCDE.

## Historique
- 1807 : Création de la Cour des comptes.
- 1919 : Création de la direction du Budget.
- 1958 : article 34 de la Constitution : « Les lois de finances déterminent les ressources et les charges de l’État »[9].
- 1973 : Premier choc pétrolier et premier budget de l’État voté en déficit.
- années 1980 : rationalisation des choix budgétaires, nouvelle gestion publique, et budgétisation « par la performance » dans les pays de l’OCDE.
- 1996 : Ajout dans l’article 34 de la Constitution de la phrase « Les loi de financement de la sécurité sociale déterminent les conditions générales de son équilibre financier et, compte tenu de leurs prévisions de recettes, fixent ses objectifs de dépenses »[10],[11].
- 1992 : Traité sur l'Union européenne et critères de convergence.
- 1997 : Pacte de stabilité et de croissance.
- 2001 : Loi organique relative aux lois de finances[12].
- 2003 : article 72-2 de la Constitution : « Les collectivités territoriales bénéficient de ressources dont elles peuvent disposer librement […] Elles peuvent recevoir tout ou partie du produit des impositions de toutes natures. La loi peut les autoriser à en fixer l’assiette et le taux […] »[13].
- 2005 : Loi organique relative aux lois de financement de la sécurité sociale[14].
- 2008 : Fusion de la direction générale des Impôts et de la direction générale de la Comptabilité publique pour créer la direction générale des Finances publiques.
- 2008 : Ajout dans l’article 34 de la Constitution des phrases « Les orientations pluriannuelles des finances publiques sont définies par des lois de programmation. Elles s’inscrivent dans l’objectif d’équilibre des comptes des administrations publiques. »[15].
- 2012-2013 : Cadre européen renforcé avec le Pacte budgétaire européen, le Six-pack et le Two-pack. En France : loi organique relative à la programmation et à la gouvernance des finances publiques et création du Haut Conseil des finances publiques[16].

## Budget de l'État
Le budget de l’État est présenté par le Gouvernement et voté par le Parlement sous forme de loi de finances : il est composé d’un budget général, de budgets annexes et de comptes spéciaux. Le budget général a pour recette principale les impôts et les dépenses sont découpées en missions concourant à une politique publique définie. Le solde (la différence entre recette et dépenses) est négatif depuis 1975, ce qui constitue le déficit de l’État.
|                                                    |                                                                |                                                                                                   |                                                                                                   |                                                                                                   | Ressources | Charges | Soldes   |  |
| -------------------------------------------------- | -------------------------------------------------------------- | ------------------------------------------------------------------------------------------------- | ------------------------------------------------------------------------------------------------- | ------------------------------------------------------------------------------------------------- | ---------- | ------- | -------- |  |
|                                                    |                                                                |                                                                                                   |                                                                                                   | Recettes fiscales brutes/dépenses brutes (a)                                                      |            |         |          |  |
|                                                    |                                                                |                                                                                                   |                                                                                                   | Remboursements et dégrèvements (-b)                                                               |            |         |          |  |
|                                                    |                                                                |                                                                                                   | Recettes fiscales nettes/dépenses nettes (c=a-b)                                                  | Recettes fiscales nettes/dépenses nettes (c=a-b)                                                  | 349 609    | 438 820 |          |  |
|                                                    |                                                                |                                                                                                   | Recettes non fiscales (d)                                                                         | Recettes non fiscales (d)                                                                         | 20 968     |         |          |  |
|                                                    |                                                                | Recettes totales nettes/dépenses nettes (e=c+d)                                                   | Recettes totales nettes/dépenses nettes (e=c+d)                                                   | Recettes totales nettes/dépenses nettes (e=c+d)                                                   | 370 577    | 438 820 |          |  |
|                                                    |                                                                | Prélèvements sur recettes au profit des collectivités territoriales et de l'Union européenne (-f) | Prélèvements sur recettes au profit des collectivités territoriales et de l'Union européenne (-f) | Prélèvements sur recettes au profit des collectivités territoriales et de l'Union européenne (-f) | 68 330     |         |          |  |
|                                                    | Budget général (g=e-f)                                         | Budget général (g=e-f)                                                                            | Budget général (g=e-f)                                                                            | Budget général (g=e-f)                                                                            | 302 247    | 438 820 | −136 573 |  |
|                                                    | Évaluation des fonds de concours et crédits correspondants (h) | Évaluation des fonds de concours et crédits correspondants (h)                                    | Évaluation des fonds de concours et crédits correspondants (h)                                    | Évaluation des fonds de concours et crédits correspondants (h)                                    | 6 150      | 6 150   |          |  |
| Budget général y compris fonds de concours (i=g+h) | Budget général y compris fonds de concours (i=g+h)             | Budget général y compris fonds de concours (i=g+h)                                                | Budget général y compris fonds de concours (i=g+h)                                                | Budget général y compris fonds de concours (i=g+h)                                                | 308 397    | 440 970 |          |  |
| Budgets annexes (j)                                | Budgets annexes (j)                                            | Budgets annexes (j)                                                                               | Budgets annexes (j)                                                                               | Budgets annexes (j)                                                                               | 2 857      | 2 499   | 385      |  |
| Comptes spéciaux (k)                               | Comptes spéciaux (k)                                           | Comptes spéciaux (k)                                                                              | Comptes spéciaux (k)                                                                              | Comptes spéciaux (k)                                                                              |            |         | −2 781   |  |
| Solde général (=g+j+k)                             | Solde général (=g+j+k)                                         | Solde général (=g+j+k)                                                                            | Solde général (=g+j+k)                                                                            | Solde général (=g+j+k)                                                                            |            |         | −138 996 |  |

## Finances locales
Les collectivités territoriales et leurs établissements publics (y compris les regroupements de collectivités) ont aussi un budget. Il est alimenté par les impôts locaux, mais aussi par des transferts de l'État et le recours à l'emprunt.
Les régions, départements, communes, collectivités d'outre-mer, réalisent ainsi des investissements et contribuent au fonctionnement de services publics locaux (voirie, jardins publics, services sociaux…).

## Comptes de la Sécurité sociale
La sécurité sociale est partiellement gérée par des personnes privées avec la recherche du paritarisme. Cependant, l'État intervient fortement dans le processus, notamment par la loi de financement et des règles strictes pour les cotisations et les prestations. La sécurité sociale occupe donc une place importante dans les finances publiques.
|                                                           | Recettes | Dépenses | Solde   |
| --------------------------------------------------------- | -------- | -------- | ------- |
| Maladie                                                   | 232 753  | 243 898  | -11 144 |
| Accidents du travail et maladies professionnelles         | 16 774   | 15 408   | 1 366   |
| Vieillesse                                                | 272 492  | 275 067  | -2 575  |
| Famille                                                   | 56 750   | 55 734   | 1 016   |
| Autonomie                                                 | 37 005   | 37 579   | -575    |
| Toutes branches                                           | 598 477  | 610 389  | -11 912 |
| Toutes branches, y compris Fonds de solidarité vieillesse | 599 959  | 610 729  | -10 773 |

## Comptes nationaux
Les comptes nationaux annuels sont publiés par l’INSEE.
|                                                     | 1980  | 1990  | 2000  | 2010   | 2015   |
| --------------------------------------------------- | ----- | ----- | ----- | ------ | ------ |
| Recettes de l’administration centrale               | 106,6 | 238,0 | 318,9 | 399,6  | 431,8  |
| Dépenses de l’administration centrale               | 106,6 | 257,1 | 351,1 | 511,1  | 507,5  |
| Recettes des administrations de sécurité sociale    | 92,1  | 218,6 | 342,5 | 492,0  | 573,7  |
| Dépenses des administrations de sécurité sociale    | 89,1  | 219,8 | 331,0 | 515,9  | 577,6  |
| Recettes des administrations locales                | 31,1  | 88,9  | 143,8 | 228,4  | 250,4  |
| Dépenses des administrations locales                | 36,1  | 94,2  | 142,7 | 230,4  | 250,5  |
| Déficit des administrations publiques               | -1,9  | -25,6 | -19,5 | -137,4 | -79,7  |
| Déficit des administrations publiques (en % du PIB) | -0,4  | -2,4  | -1,3  | -6,9   | -3,6   |
| Dette des administrations publiques                 | 94,1  | 374,9 | 870,6 | 1701,1 | 2101,3 |
| Dettes des administrations publiques (en % du PIB)  | 20,8  | 35,6  | 58,9  | 85,3   | 95,6   |

## Calendrier
| Date                             | Action |
| -------------------------------- | --- |
| Pluriannuel                      | Le gouvernement présente et le parlement vote la loi de programmation des finances publiques (avis du HCFP).                                                               |
| Annuel                           | Le gouvernement transmet le programme de stabilité à l’Union européenne (avis du HCFP).                                                                                    |
| Annuel                           | La Cour des comptes rend son rapport sur la situation et les perspectives des finances publiques. Un débat d’orientation des finances publiques est organisé au Parlement. |
| Annuel                           | La Cour des comptes établit un rapport sur l’application des lois de financement de la sécurité sociale,                                                                   |
| Septembre n-1                    | Le gouvernement présente les projets de lois de finances initiale et de financement de la sécurité sociale (avis du HCFP).                                                 |
| Décembre n-1                     | Le parlement vote les lois de finances initiale et de financement de la sécurité sociale.                                                                                  |
| Si besoin, au cours de l’année n | Le gouvernement présente et le parlement vote la loi de finances rectificatives (avis du HCFP).                                                                            |
| Avril n+1                        | La Cour des comptes rend son rapport sur le projet de loi de règlement,, et la certification des comptes de l’État et ceux de la sécurité sociale,.                        |
| Mai n+1                          | Le gouvernement présente et le parlement vote la loi de règlement (avis du HCFP).                                                                                          |

Les finances publiques de l'État sont régies notamment par la LOLF, le règlement général sur la comptabilité publique et le code des juridictions financières. Le fonctionnement des finances publiques repose sur plusieurs phases.

### Programmation des finances publiques
Le Pacte budgétaire européen de 2012 pose le principe de l’équilibre ou de l’excédent des budgets des administrations publiques. Conformément à cet objectif, la loi de programmation des finances publiques détermine les trajectoires des soldes structurels et effectifs annuels successifs des comptes des administrations publiques au sens de la comptabilité nationale, ainsi que l’évolution de la dette publique. Le solde structurel est le solde corrigé des variations conjoncturelles, déduction faite des mesures ponctuelles et temporaires. La loi de programmation des finances publiques présente la décomposition des soldes effectifs annuels par sous-secteur des administrations publiques. Ces dispositions ont toutefois un caractère programmatique et non pas contraignant, dans la mesure où ces objectifs peuvent être modifiés par les lois de finances ultérieures.
Il existe plusieurs règles de dépenses :
- Norme de dépenses pilotables par l’État,
- Objectif de dépenses totales de l’État,
- Objectif national des dépenses d'assurance maladie,
- Objectif d'évolution de la dépense locale[36].

### Débat d'orientation des finances publiques
Il s'agit de la nouvelle dénomination du débat d'orientation budgétaire.
Ainsi a lieu au cours du dernier trimestre de la session ordinaire un débat d'orientation budgétaire. Initié sous le gouvernement Rocard en 1990, puis reproduit en 1996 sous Alain Juppé, il est devenu obligatoire depuis la LOLF prévu à l'article 48. Ce débat existe également dans les collectivités territoriales depuis la loi du 6 février 1992.
Le Gouvernement présente donc au Parlement une analyse des évolutions économiques de la France, une description des grandes orientations de sa politique économique et budgétaire, une évaluation des ressources et charges futures de l'État ainsi qu'une liste des performances attendues dans chaque programme budgétaire. C'est l'occasion de consulter le Parlement sur les éventuelles modifications qu'il ne pourra plus réclamer lors de la discussion très pressée de la Loi de finances à l'automne.

### Adoption du budget
Le Haut Conseil des finances publiques est saisi par le Gouvernement des prévisions macroéconomiques sur lesquelles reposent le projet de loi de finances (PLF) et le projet de loi de financement de la sécurité sociale (PLFSS). Le Haut Conseil rend un avis public sur l’ensemble des éléments. Le PLF et le PLFSS sont déposés fin septembre, ; la discussion parlementaire de ces textes est limitée en durée, et prioritaire par rapports aux autres textes législatifs .
Pour les autres organismes (collectivités territoriales et établissements publics surtout), le budget (ou, éventuellement, l’état prévisionnel des recettes et des dépenses) est adopté annuellement par l'assemblée délibérante.

### Exécution budgétaire
Selon le décret relatif à la gestion budgétaire et comptable publique applicables à l’État, aux collectivités territoriales et aux établissements publics, les opérations relatives à l’exécution du budget relèvent exclusivement des ordonnateurs et des comptables publics, ces fonctions étant incompatibles. Les ordonnateurs prescrivent l’exécution des recettes et des dépenses. Les comptables publics sont des agents de droit public ayant la charge exclusive de manier les fonds et de tenir les comptes. Ils sont nommés par le ministre chargé du budget.

### Contrôle budgétaire
Le contrôle de l'exécution budgétaire se passe à différents niveaux.
Pour l’État, la loi de règlement arrête le montant définitif des recettes et des dépenses du budget auquel elle se rapporte, ainsi que le résultat budgétaire qui en découle
La Commission des comptes de la sécurité sociale analyse les comptes des régimes de sécurité sociale, qui sont ensuite approuvés dans la loi de financement de la sécurité sociale de l’année suivante.
- Les assemblées délibérantes des autres organismes votent de la même manière les comptes annuels ;
- Les comptes des comptables sont soumis aux juridictions financières que sont la Cour des comptes et les chambres régionales et territoriales des comptes.